# Caillé doux de Saint Félicien
De Caillé doux de Saint Félicien is een Franse kaas uit het plaatsje Saint-Félicien in de Ardèche in de regio Auvergne-Rhône-Alpes.
Het merk Caillé doux de Saint Félicien is sinds 1980 een gedeponeerd handelsmerk, ook is strikt omschreven hoe de kaas gemaakt dient te worden, inclusief de afgrenzing van het gebied waar de er voor benodigde geitenmelk vandaan dient te komen.
De productie van deze kaas komt vrij precies, maar levert wel een kaas met een bijzondere smaak op. De melk wordt direct na het melken verzameld en snel gestremd (dit moet binnen 2 uur gebeurd zijn), om te voorkomen dat de melk al zuur begint te worden. De melk mag niet opnieuw verwarmd worden. Deze handelwijze maakt een industriële productie onmogelijk.

Na het stremmen wordt de kaas gesneden om de wei weg te laten lopen. Gedurende de rijpingstijd van ongeveer 15 dagen moet de kaas goed in de gaten gehouden worden, om de kwaliteit van de kaas te kunnen garanderen.
De kaas is slechts beperkt houdbaar. En dat samen met de stringente eisen die gesteld worden wil de kaas deze naam mogen dragen, maakt dat slechts een handvol producenten van de Caillé doux de Saint Félicien overgebleven is.